# Dominique de Rivaz
Dominique de Rivaz (* 1953 in Zürich) ist eine Schweizer Filmemacherin, Drehbuchautorin und Schriftstellerin.

## Leben
Dominique de Rivaz studierte Literaturwissenschaft, Geschichtswissenschaft und Philologie an der Universität Fribourg. Anschliessend lernte sie Russisch und wirkte bei Dreharbeiten in Russland, in der Ukraine, in Tadschikistan und in Estland mit. Als Regieassistentin arbeitete sie für Regisseure wie Alain Tanner und Bakhtyar Kudoynazarov.
Als Regisseurin drehte Dominique de Rivaz zunächst Dokumentarfilme. 2004 folgte ihr erster Spielfilm Mein Name ist Bach, welcher den Schweizer Filmpreis in der Kategorie Bester Spielfilm erhielt und in der Kategorie Bester ausländischer Film für den Oscar nominiert wurde. Auch ihr zweiter Spielfilm Luftbusiness wurde 2009 mit einem Schweizer Filmpreis ausgezeichnet (Kategorie Bester männlichen Darsteller für Dominique Jann). Für Elegie auf einen Leuchtturm erhielt sie 2014 den Berner Filmpreis.
Als Schriftstellerin erhielt Dominique de Rivaz für ihren ersten Roman Douchinka im Jahr 2009 den Schillerförderpreis.

## Filmografie
- 1985: Aélia
- 1993: Georges Borgeaud ou les bonheurs de l’écriture
- 1994: Le Jour du bain (Banni Djen)
- 1997: Balade fribourgoise (zusammen mit Jacqueline Veuve)
- 1998: Surmatants
- 2003: Mein Name ist Bach
- 2005: Chère Jacqueline (Porträt von Jacqueline Veuve)
- 2006: DESIGNSuisse, Martin Leuthold
- 2008: Luftbusiness
- 2013: Elegie auf einen Leuchtturm (Elégie pour un phare)
- 2019: Bubble Wrap / Court Métrage, 8’, Wrac’h Production
- 2022: Un selfie avec Anton Tchekhov / essai documentaire, 62’, Louise Productions Vevey & Dominique de Rivaz

## Theater
- 2016: Femme non-rééducable • mémorandum théâtral sur Anna Politkovskaïa
- 2023: Breaking Points (Points de Fracture) • interdisziplinäres Konzert

## Bibliografie
- 2002: Tache: n.f. • Editions L´Âge d´Homme & Société Suisse des Auteurs
- 2008: Douchinka • Editions de l’Aire (Prix Schiller Découverte 2009)
- 2009: Endlosschleife – Der Berliner Mauerweg • Editions Noir sur Blanc & Benteli Verlag
- 2011: La Poussette • Editions Buchet-Chastel
- 2012: Rose Envy • Editions Zoé (Sélection Prix Wepler)
- 2013: Die Sandmenschen von Schoina • Editions Noir sur Blanc, in Zusammenarbeit mit Dmitri Leltschuk
- 2014: Jeux • Editions Zoé
- 2016: Le Petit Peuple des chantepleures • Éditions Noir sur Blanc & Till Schaap Edition / Fotostrauß über das geheime Leben der Gießkannen Nachwort von Jean Prod’hom
- 2019: Le Monsieur qui vendait des choses inutiles • Éditiones Le Cadratin / Atelier Typographique
- 2020: Kaliningrad, la petite Russie d’Europe • Éditions Noir sur Blanc / 160 photographies couleur et noir-blanc / Textes: Cédric Gras et Maik Brandenburg